# Mieronice (Wodzisław)
Pour les articles homonymes, voir Mieronice.
Mieronice est une localité polonaise de la gmina de Wodzisław, située dans le powiat de Jędrzejów en voïvodie de Sainte-Croix.